# Soldier (film)
Soldier is een Amerikaanse sciencefictionfilm uit 1998 van regisseur Paul W.S. Anderson.

## Verhaal
In 1996 werd door het Amerikaanse leger een groep kinderen van kleins af aan opgeleid tot supersoldaat. Het is nu het jaar 2036 en het leger is van plan de supersoldaten te vervangen door nieuwe genetisch verbeterde soldaten. De "oude" soldaten worden afgedankt en hun soldier-rang wordt hen afgenomen. Ze worden gedumpt op de vuilnisplaneet Arcadia 234.
Uiteindelijk komt het hier tot een confrontatie met de nieuwe soldaten, wanneer deze hier een trainingsmissie uitvoeren.

## Rolbezetting
| Acteur             | Personage |
| ------------------ | --------- |
| Kurt Russell       | Todd      |
| Jason Scott Lee    | Caine 607 |
| Jason Isaacs       | Mekum     |
| Connie Nielsen     | Sandra    |
| Sean Pertwee       | Mace      |
| Jared Thorne       | Nathan    |
| Taylor Thorne      | Nathan    |
| Mark Bringleson    | Rubrick   |
| Gary Busey         | Church    |
| K. K. Dodds        | Sloan     |
| James Black        | Riley     |
| Mark De Alessandro | Goines    |
| Vladimir Orlov     | Romero    |
| Carsten Norgaard   | Green     |
| Duffy Gaver        | Chelsey   |
| Michael Chiklis    | Jimmy Pig |

## Trivia
- Tussen het afval op Arcadia 234 bevinden zich het Amerikaanse vliegdekschip USS Franklin D. Roosevelt CV-42, de F-117X Remora uit de film Executive Decision, een vliegende auto (spinner) uit Blade Runner en een deel van het ruimteschip Lewis & Clark uit Event Horizon.
- De lijst met wapens bevat de USMC Smartgun en M41A pulse rifle uit Aliens, de Illudium PU36 ESM (Explosive Space Modulator) van Marvin the Martian uit de Bugs Bunny-cartoons en de Doom Mk IV BFG uit het computerspel Doom.
- Deze film is gesitueerd in hetzelfde fictieve universum als Blade Runner. Er zijn diverse verwijzingen naar die film verwerkt in Soldier. Zo vocht Todd (eigenlijk een replicant) in de Battle of Tannhauser Gate, welke gevoerd werd bij een locatie waar Roy Batty (gespeeld door Rutger Hauer) in zijn laatste monoloog in Blade Runner naar verwijst.